# Muhammad Ibrahim Kajda
Muhammad Ibrahim Kajda (ur. 21 marca 1992) – katarski lekkoatleta specjalizujący się w rzucie oszczepem.
Złoty medalista mistrzostw krajów arabskich juniorów młodszych (2007). Czwarty zawodnik mistrzostw Azji Zachodniej z 2012 roku. W 2013 został srebrnym medalistą mistrzostw Rady Współpracy Zatoki Perskiej oraz wicemistrzem panarabskim, a także bez sukcesów startował w mistrzostwach Azji i igrzyskach frankofońskich.
Rekord życiowy: 71,45 (19 lipca 2017, Radis).

## Osiągnięcia
| Rok  | Impreza                                     | Miejsce | Lokata      | Wynik |
| ---- | ------------------------------------------- | ------- | ----------- | ----- |
| 2012 | Mistrzostwa Azji Zachodniej                 | Dubaj   | 4. miejsce  | 66,33 |
| 2013 | Mistrzostwa Rady Współpracy Zatoki Perskiej | Doha    | 2. miejsce  | 67,25 |
| 2013 | Mistrzostwa panarabskie                     | Doha    | 2. miejsce  | 71,05 |
| 2013 | Mistrzostwa Azji                            | Pune    | 11. miejsce | 67,14 |
| 2013 | Igrzyska frankofońskie                      | Nicea   | 8. miejsce  | 62,35 |
| 2015 | Mistrzostwa panarabskie                     | Manama  | 2. miejsce  | 69,04 |
| 2017 | Igrzyska solidarności islamskiej            | Baku    | 6. miejsce  | 68,76 |